# De Hel van '63
De Hel van '63 is een Nederlandse speelfilm uit 2009 van Steven de Jong. De film vertelt deels over de barre omstandigheden waaronder in 1963 in Friesland de Elfstedentocht werd gereden.

## Achtergrond
Bij de Elfstedentocht van 1963 waren de weersomstandigheden zo slecht dat deelname mogelijk mensenlevens zou kosten. Het vroor 18 graden. Toch vertrokken er 10.000 personen, waarvan er slechts 69 mannen een kruisje ontvingen. Geen enkele vrouw kwam aan in Leeuwarden. Meike de Vlas kwam tot het gehucht Vrouwbuurtstermolen achter Franeker.
Tijdens het schrijven van het script werd een verhaal bedacht rondom Reinier Paping, die in 1963 daadwerkelijk de Elfstedentocht won. Om het verhaal universeler te maken werd voor een andere invalshoek gekozen. Ook werd de problematiek rond de Elfstedentocht belicht, zoals de druk die de media op het comité legden.

## Verhaal
Het verhaal concentreert zich op vier toerrijders van de Twaalfde Elfstedentocht.
- Wachtmeester der cavalerie Henk Brenninkmeijer (Cas Jansen) deserteert om de tocht te kunnen rijden.
- Arbeider Kees Ferwerda (Chris Zegers) is voor de zoveelste keer ontslagen, en zijn hoogzwangere vrouw Dieuwke wil hem verlaten. Hij rijdt de tocht om te bewijzen dat hij nog ergens toe in staat is.
- Boerenzoon Sjoerd Lelkema (Lourens van den Akker) wil tegenover zijn oom bewijzen dat hij een doorzetter is, in tegenstelling tot zijn vader. Hij hoopt dat zijn oom dan garant wil staan voor een lening die hij wil afsluiten om zijn boerderij te kunnen kopen.
- Verpleegster Annemiek (Chava voor in 't Holt) rijdt mee ter ere van haar vriend, die een jaar eerder door het ijs zakte en verdronk terwijl hij trainde voor de Elfstedentocht.

Tijdens hun zware tocht slepen ze elkaar erdoorheen.
Onder druk van de pers en de commissaris der Koningin besluit de vereniging de tocht te laten doorgaan, hoewel de weersomstandigheden erbarmelijk zijn.
Sjoerd is 17 terwijl de minimumleeftijd voor deelname aan de tocht 18 jaar is; hij rijdt toch mee, en laat de stempels op zijn arm zetten. Na aankomst in Dokkum stopt Annemiek, en staat ze haar stempelkaart af aan Sjoerd. De controleposten worden gesloten omdat de leiding het wegens het slechte weer niet verantwoord vindt om degenen die daar nog niet gepasseerd zijn door te laten gaan. Henk, Kees en Sjoerd stempelen daarop tegen de regels in zelf hun kaarten. Tussen Dokkum en Leeuwarden rijden ze een kort stukje per auto om een post te vermijden die de resterende schaatsers van het ijs haalt. Ze verwerven het Elfstedenkruisje, nadat ze voor zichzelf nog een extra stukje rijden om de korte per auto afgelegde afstand te compenseren. 
- Henks meerdere, opperwachtmeester Hoeks (Cees Geel), is trots op hem en vergeeft hem zijn desertie.
- Tussen Kees en Dieuwke, die tijdens de tocht een zoon kreeg, komt het weer goed.
- Sjoerd krijgt een lening van zijn oom, omdat hij heeft bewezen een doorzetter te zijn. Hij gaat verder met Annemiek.

## Rolverdeling
- Cas Jansen ... Henk Brenninkmeijer (soldaat)
- Chris Zegers ... Kees Ferwerda
- Lourens van den Akker ... Sjoerd Lelkema (boer)
- Chava voor in 't Holt ... Annemiek
- Pierre Bokma ... Commissaris der Koningin Harry Linthorst Homan
- Chantal Janzen ... Dieuwke Ferwerda
- Willeke van Ammelrooy ... Will (moeder van Dieuwke)
- Cees Geel ... Sergeant-majoor Hoeks
- Dennis Overeem ... Militair Edwin
- Peggy Vrijens ... Fotografe Joke
- Dirk Zeelenberg ... Telegraaf-journalist Jack van Houten
- Rense Westra ... Ritsma - Voorzitter van Vereniging de Friesche Elf Steden**
- Joop Wittermans ... Rayonhoofd van Leeuwarden; dhr. Wolf
- Serge-Henri Valcke... Tv-verslaggever in Bolsward
- Peter Tuinman ... Eisinga, eigenaar van de boerderij die Sjoerd wil kopen
- Steven de Jong ... Vader van Sjoerd
- Lottie Hellingman ... Annie
- Tim Douwsma ... Melle
- Dennis Faber ... Boer Jan
- Herman Otten ... Erik
- Chiem Bokma ... Jongen in Sneek
- Daniel Bokma ... Jongen in Sneek
- Henk Westbroek ... Man bij stempelpost Dokkum
- Henk Gemser ... Schaatser in Hindeloopen
- Yannick Noomen ... Student Erik
- Robbert Blokland ... Journalist
- Edwin Evers ... Televisieverslaggever
- Henk Angenent ... Schaatser in Hindeloopen
- Bob de Jong ... Schaatser in Hindeloopen
- Wiebe Wieling ... Man in stempelpost te Sneek (en in werkelijkheid voorzitter van de Friesche Elf Steden sinds 2005)
- Marco Overeem ... Militair Peter
- Jan Douwe Kroeske ... Weerman
- Thijs Feenstra ... Oom van Sjoerd

** De voorzitter heette in werkelijkheid Jan Hoogland, maar er is voor gekozen hem in de film de naam Ritsma te geven.

## Opnamen
Opnamen voor de film werden gemaakt in Kemi (Finland), Litouwen, Letland, Biddinghuizen en in de Friese steden Hindeloopen, Sloten, Harlingen, Dokkum en Sneek.
Op 28 maart 2009 werd de stad Sneek gedeeltelijk afgesloten voor opnames waarbij circa 800 figuranten bijeen waren. De Waterpoort werd tevens afgesloten en de aanwezige mensenmassa werd verzocht zo veel mogelijk in jarenzestig-kleding te verschijnen.
Voor de productie van de film was een besloten vennootschap opgericht. Op 7 mei 2010 werd bekend dat door een autoverhuurbedrijf beslag was gelegd op de bankrekeningen van de BV en op de gelden die het Nederlands Filmfonds nog zou uitbetalen. Het verhuurbedrijf stelde dat producent Klaas de Jong nog 40 duizend euro moest betalen; ook zouden er nog tien andere schuldeisers zijn.

## Muziek
De titelsong van de film, De Hel Foarby, werd gemaakt door de Friese popgroep De Kast, die de gelijknamige single op 11 december 2009 uitbracht.

## Ontvangst
De film ging op 13 december 2009 in première in een hal in het WTC Leeuwarden, die hiervoor tot de grootste bioscoop van Nederland was omgebouwd. De recensies in de Nederlandse kwaliteitskranten waren over het algemeen vernietigend; het scenario werd als klungelig en oubollig ervaren, en de acteerprestaties als zwak en tenenkrommend. Desondanks trok de film binnen tien dagen meer dan honderdduizend bezoekers, waarna regisseur Steven de Jong op 28 december 2009 een Gouden Filmtrofee kreeg uitgereikt. In 2011 kreeg The Hell of '63 op het Baghdad International Film Festival (BIFF) de prijs voor Best Art directing.

## Televisie
De film werd op 1 februari 2012 voor het eerst op de Nederlandse televisie uitgezonden door de KRO. Toen KRO en NCRV de film op 26 december 2015 uitzonden, vergat de NPO de gedeelten waarin Fries werd gesproken te ondertitelen.